# Шовкова промисловість Китаю

Процес виготовлення шовку з шовківництва Лян Каєм, династія Південна Сун, бл. 13 століття

Китай є найбільшим і першим у світі виробником шовку. Переважна більшість китайського шовку походить від шовковичного шовкопряда (Bombyx mori). Під час личинкової стадії свого життєвого циклу комахи харчуються листям шовковиці. Виробництво коконів не шовковичного шовкопряда в Китаї в основному зосереджено на дикому шовку китайської молі Tussah (Antheraea spp.). Ця моль зазвичай харчується деревами (наприклад, дубами), і її личинки прядуть більш грубі, плоскі та жовтіші нитки, ніж шовковичні молі.
У 2005 році на Китай припадало 74 відсотки світового виробництва шовку-сирцю та 90 відсотків світового експортного ринку.

## Промислові плани

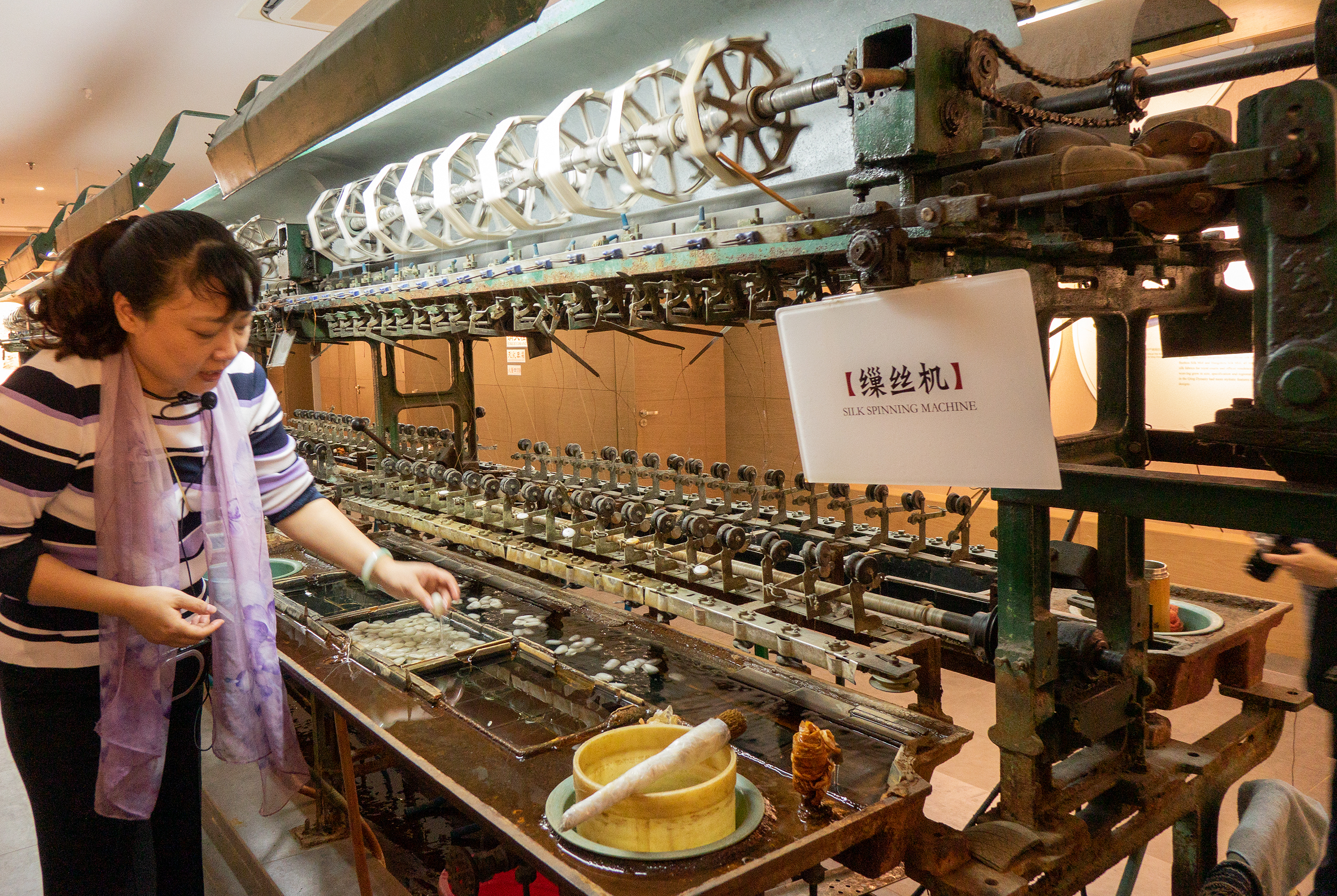
Шовкопрядильна фабрика, Сучжоу, Китай

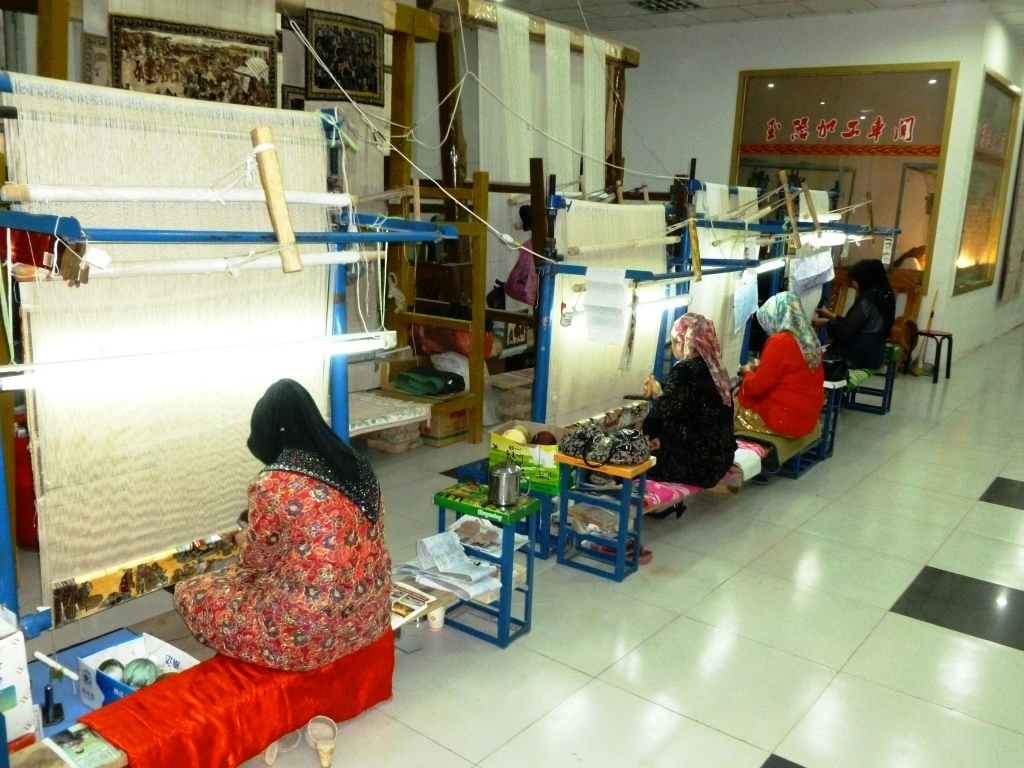
Жінки тчуть шовк. Кашгар

Органи місцевого самоврядування мають і продовжують запроваджувати нові потужності, які, як очікується, забезпечать новітнє висококласне обладнання для виробництва шовку, що підвищить як якість, так і кількість шовку, що виробляється в Китаї. Очікується, що це забезпечить значне збільшення доходів, оскільки його нові потужності сприятимуть збільшенню можливостей виробництва та розподілу.
Існує ряд матеріальних пільг. Ці державні стимули включають такі, як звільнення від земельної політики, податкові пільги, пріоритезація проектів (пріоритет при розгляді та затвердженні заявок) і знижки на енергію (після схвалення компанія може отримати знижки на оплату води, електроенергії, газу тощо).

## Географія
На відміну від східного узбережжя Китаю, шовкова промисловість робить більший акцент на переробці шовку, західні частини більше зосереджені на виробництві шовку-сирцю через природні погодні та ґрунтові умови, переважно в районах Чунцін і Юньнань. Крім того, оскільки вартість землі та робочої сили зростає на східному узбережжі, бізнес переміщується на захід. Завдяки урядовій політиці преференцій шовкова промисловість Чунціна зазнала значного розвитку.

## Іноземні інвестиції
Іноземні інвестиції сприяли розвитку шовкової промисловості. Іноземні інвестиції оптимізували структуру місцевих шовкових компаній і запровадили нові технології.